# La Revue Boulonnaise
La Revue Boulonnaise appelée aussi Al Revue patoisante ed Boulonne (la revue patoisante de Boulogne[-sur-Mer]) est une revue humoristique patoisante présentée tous les deux ans, en septembre et octobre, au théâtre Monsigny dans la commune de Boulogne-sur-Mer dans le Pas-de-Calais, en France.
En 2019, le spectacle accueille 7 200 spectateurs.

## Histoire
On trouve la trace de spectacles patoisants à Boulogne-sur-Mer en 1827 mais, la première revue daterait de 1874 et s'intitulait Boulogne en terre et en mer en 1874 et 2874, suivie, en 1877, de La Grande duchesse de Boulognestein, paroles d'Ernest Deseille sur des musiques de Jacques Offenbach.
À la fin du XIXe siècle, Charles Quettier, rédacteur du journal local La France du Nord, est un des premiers revuiste avec les revues Boulogne à Chicago, Bucaille, Boulogne for ever, Boulogne à la vapeur puis Jules Bénard avec la revue Tout à la russe.
La Revue Boulonnaise connaît son essor dans les années 1920 et 1930. À cette période, la revue ne s'adresse qu'aux « locaux » et le patois utilisé est un patois pratiqué par les marins boulonnais et les personnages interprétés sont connus des spectateurs mais, les années passant, ce patois de moins en moins parlé et abandonné au profit d'un patois compris par un plus grand nombre et qui trouve ses racines dans le picard.
Depuis 130 ans (1893), jusqu'à deux à quatre revues par an sont jouées et, depuis les années 1960, est jouée une revue tous les deux ans au théâtre Monsigny.

### Salles de spectacles

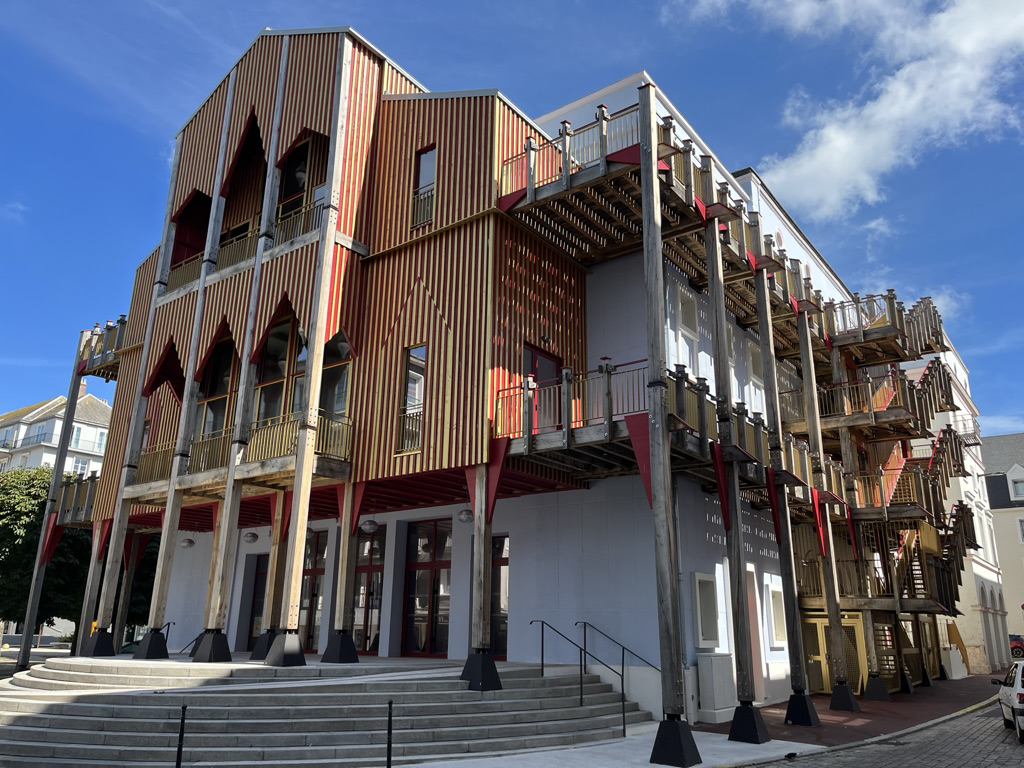
Le théâtre Monsigny en 2023.

Même si la majorité des revues boulonnaises sont, depuis l'origine, jouées au théâtre Monsigny, d'autres salles les ont présentées :
- le « Coliséum », rue Ernest-Hamy (anciennement rue du Temple. D'abord une chapelle anglaise ((British Episcopal Church)) dès 1828, puis, dans les années 1890, il devient le Salon Sainte-Beuve, une salle de spectacle, puis en 1921, un cinéma le « Coliséum » qui accueille des boxeurs, des artistes, des conférenciers et une douzaine de revues locales. Le « Coliséum » est détruit en 1993[3] ;
- l'« Eden-Salon », rue Bréquerecque, présente en 1929 la revue Y va bin l'batiauw de Paulem. La salle est disparue depuis la Seconde Guerre mondiale[4] ;
- l’« espace de la Faïencerie ». Pendant les travaux de rénovation du théâtre Monsigny, le spectacle, en 2021, est délocalisé à l’espace de la Faïencerie et il retrouve le théâtre pour son nouveau spectacle à partir du 30 septembre 2023[5] ;
- le « Kursaal ». Cette salle de spectacle s'est d'abord appelée le « Splendid Cinema » puis le « Kursaal » tenu par Henri et Maurice Coucheman, repris ensuite par Honoré Bourbier et son fils Henri, propriétaires de cinémas au Touquet-Paris-Plage. le « Kursaal » accueille des combats de boxe, de catch, des concerts, des conférences, des radiocrochets, des revues locales ainsi que de nombreuses vedettes de variétés comme Charles Aznavour, Joséphine Baker, Maurice Chevalier, Johnny Hallyday, Édith Piaf… le « Kursaal » est détruit en 1985[6].

## Personnages emblématiques
Deux personnages emblématiques de la revue sont issus de la tradition des géants du Nord de la France : 
- Batisse, issu du prénom Baptiste, représentant un marin pêcheur, géant inauguré en 1923 et symbolisant la ville ;
- Zabelle, issu du prénom Isabelle, dans le costume folklorique locale, géant inauguré en 1923.

et aussi :
- Françoise[4] ;
- Tit'Louis[4].

## Revues
Liste des revues et des revuistes depuis 1901 :
- 1901 : Boulogne à la sauce de Georges Docquois et Henri Caudevelle ;
- 1903 : Tout Boulogne sur la digue de Louis Moreau ;
- 1904 : Boulogne en bouteille d'Alfred Dubout ;
- 1908 : Boulogne sur scène de Maurice Feuillade et Thierry ;
- 1910 : Au trot san Martin de Feuillade et Thierry ;
- 1911 : À peque peque de Magnier et Thierry ;
- 1911 : À l'eau de rosse de Magnier et Feuillade ;
- 1912 : La revue des bergeronnettes ;
- 1913 : Boulonne s'tord ;
- 1914 : Aie é mère de Georges Docquois ;
- 1924 : Tout du cru d'Albert Chatelle et Feuillade ;
- 1925 : Qu'al est bellote de Stick et Margal ;
- 1925 : O Guénel de Thierry et Feuillade ;
- 1925 : Jamais deux sans trois de Bardollet, Varisy et Dherby ;
- 1926 : Quant si j'ris de Raymond Docquois ;
- 1926 : Batisse veut faire une revue de Raymond Docquois ;
- 1926 : Va laver tes Gambes de Feuillade et Thierry ;
- 1926 : Pour mi tes rev' de Raymond Docquois ;
- 1927 : Qué parade de Feuillade et Thierry ;
- 1927 : Nous zar vla de Feuillade et Thierry ;
- 1928 : Rail rit de L. Raux ;
- 1928 : J'ten mène à la colonne de Raymond Docquois ;
- 1929 : Y va bin l'batiauw de Paulem ;
- 1929 : Tu l'as tin p'tit ca nu de Feuillade et Thierry ;
- 1929 : Es-tu vaccinaye ;
- 1930 : A rien qu'ça de cholerie de Paulem ;
- 1931 : Batisse et Zabelle autour du monde de Pierre Duffort ;
- 1931 : Sans pur sans boulonnais de Paulem ;
- 1932 : L'marine est là de René Splingard ;
- 1932 : Péquaye de Feuillade et Thierry ;
- 1932 : Les amours de Batisse et Dolly de Pierre Duffort ;
- 1932 : Rien ne va plus de Pierre Duffort ;
- 1933 : B. 936 de Feuillade et Thierry ;
- 1933 : Bien boulonné de Paulem ;
- 1936 : Al tralle de Feuillade et Thierry ;
- 1936 : Eunne bonne maraïe de René Splingard ;
- 1937 : De babord à tribord de Pierre Duffort ;
- 1937 : Un zour in Inguelterre de Jean Ledoux ;
- 1937 : À r'vla cor des folies de René Splingard ;
- 1938 : Ça c'est boulonne de Feuillade et Thierry ;
- 1940 : Mine d'aryen de Feuillade et Thierry ;
- 1942 : Mine de rien de Marvas[Note 1] ;
- 1945 : Monster d'Inglais de Marvas ;
- 1946 : Ar'troussons nos manches de Marvas ;
- 1946 : Hardi Boulonne de Maurice Feuillade ;
- 1947 : Boulogne O.K. de Marvas ;
- 1947 : A l'bonne iauw de Marcq et Jamolli ;
- 1950 : Boulogne en Folie de Marcq et Jamolli ;
- 1950 : Boulon' sul grill de Marcel Vasseur dit Marvas ;
- 1951 : Boulogne au sel rit de Roger Destrée ;
- 1952 : Boulogne en foire de Marvas ;
- 1953 : Boulogne en rit de Marvas ;
- 1955 : C'est à l'adont de Marvas ;
- 1956 : Te l'diras pu de Marvas ;
- 1957 : Ardis me le de Marvas ;
- 1958 : Ed pire en pire de Marvas ;
- 1959 : C'est pon pour dire de Marvas ;
- 1960 : Bin ar rien eux de Marvas ;
- 1962 : Et pi cor quoi de Marvas ;
- 1963 Quoi quo zin dites de Marvas ;
- 1965 : M'in parlez pon de Marvas ;
- 1967 : El fu n'y est pont de Marvas ;
- 1968 : ah rien d'tableaux de Marvas ;
- 1969 : Tais-te badeuw de Marvas ;
- 1971 : Arguette m'neul de Marvas ;
- 1973 : Ça n'targuette pont de Marvas ;
- 1975 : C'est cor à voir de Marvas ;
- 1977 : Té l'verra ben de Marvas ;
- 1978 : C'est cor à r'voir de Marvas ;
- 1979 : Héring tin tin de Marvas ;
- 1981 : Quoi qu'tin pinses de Robert Jordens dit Ch'Guss et Jean Jarrett ;
- 1983 : C'est pon possible de Ch'Guss et Jarrett ;
- 1984 : Y a d'quoi rire de Marvas ;
- 1985 : Te n'comprinds pont de Ch'Guss et Jarrett ;
- 1987 : Ç'n'va pont miu de Ch'Guss et Jarrett ;
- 1989 : Te perds tes bas de Ch'Guss et Jarrett ;
- 1991 : C'est cor plus pire de Ch'Guss et Jarrett ;
- 1993 : Ah rien d'cholerie de Ch'Guss et Jarrett ;
- 1995 : Vaux miu n'in rire de Ch'Guss et Jarrett ;
- 1997 : Quo qu'te dit là de Ch'Guss et Jarrett ;
- 2000 : Nostradach'guss de Ch'Guss ;
- 2001 : Tais te bellot de Ch'Guss ;
- 2003 : Artir' te d'là de Ch'Guss ;
- 2009 : Ej' n'arviens pon ! de Ch'Guss et Dominique Pourre.
- 2011 : Ah rien d'Calvaire ! de Ch'Guss et Dominique Pourre.
- 2019 : C'est rin de l'dire ! de Dominique Pourre et Sylvie Danger.
- 2021 : In attindant l'arvue de Dominique Pourre et Sylvie Danger, espace de la Faïencerie.
- 2023 : Ah rien d'carpin ! de Dominique Pourre et Sylvie Danger.

### Revue actuelle
La troupe retrouve le théâtre Monsigny en septembre 2023 avec la revue Ah rien d'carpin ! de Dominique Pourre et Sylvie Danger.
Les interprètes sont : Jean-Pierre Coppin, Sylvie Danger, Christine Gosselin, Évelyne Jordens, Jocelyne Merlin, Christian Meurdesoif, Kenjy Poure, Julia Poprawa, Baptiste Pruvost, Alain Raynaud dans le rôle de Batisse, Valérie Sailly dans le rôle de Zabelle et Jean-Claude Wyart.

### Fréquentation
Le spectacle accueille 7 200 spectateurs en 2019, 5 400 en 2021 (année Covid) et 8 500 en 2023.

### Extrait patoisant
C'est dans la revue en trois actes Qué parade, de Thierry et Feuillade, jouée en 1927, que la fable de La Fontaine Le Corbeau et le Renard devient l'Cornaille et l'Renard :
Maître Cornaille din l'mâture installaïe

Tenoit din ses loupes un pichon d'écorage.

Maître Renard qui l'avoit arniflaïe

Li dit, d'in sin drôl'ed'langage :

Parlez me, viu monst'ed'corbiau

Comm'os'êtes dégagaïe, comm'os' m'semblez bellot.

Sin mintir, si os criez à moule

Aussi bin qu'eun' viell'droule,

Os pourriez canter à l'grande Opéra.

In intindant tout ça, l'cornaille en restoit là

Et pour li dire eun'bell' canchon,

Il ouvr'tout grande es'gueule et laisse caire sin pichon.

L'renard il prind din ses dints, in li disant :

N'acoutez-pont les compliments, min fiu.

L'cornaille, défoutu, jura qu'on n'l'arpéqu'roit pu.

Moralitaïe : enn't'occup'pon d'ces mouques

Et garde et'chique din t'bouque !

## Auteurs et metteurs en scène
- Léo Bardollet - Julien Varisa - Robert Dherby[4].
- Jules Bénard[4].
- Albert Chatelle (1885-1973), né et mort à Boulogne-sur-Mer, conservateur-adjoint au musée de la Marine (au Louvre)[4].
- Sylvie Danger, elle arrive dans la troupe en 2019[5].
- Henri Delplace[4].
- Ernest Deseille (1835-1889), né à Boulogne-sur-Mer et mort à Pont-de-Briques, boulanger, il est receveur comptable du casino de Boulogne-sur-Mer, directeur de la halle aux poissons puis archiviste de la ville[4].
- Roger Destrée (1909-1971), né à Boulogne-sur-Mer et inhumé à Boulogne-sur-Mer, chef de service à la mairie de Boulogne-sur-Mer[1].
- Georges Docquois (1863-1925), né à Boulogne-sur-Mer et mort à Orgeval, romancier, dramaturge, revuiste scénariste et poète, une rue de Boulogne-sur-Mer porte son nom[4],[8].
- Raymond Docquois (1896-1978), né à Boulogne-sur-Mer et mort à Montgeron, est le neveu de Georges Docquois[4], une rue de Saint-Étienne-au-Mont porte son nom[9].
- Alfred Dubout  (d) (1854-1936), né à Calais et mort à Boulogne-sur-Mer, banquier, poète, auteur de pièces de théâtre et revuiste[4].
- Maurice Feuillade (1878-1963), né et mort à Boulogne-sur-Mer, écrivain, journaliste, poète, essayiste et revuiste, il est le grand-père de Brigitte Fossey[4].
- Pierre Hars dit Duffort (1888-1954), né à Boulogne-sur-Mer, mort à La Capelle-lès-Boulogne et inhumé au cimetière du Nord, est un fonctionnaire de l'État. Il entre, après ses études, aux contributions indirectes puis à la mairie le 1er novembre 1907 et nommé secrétaire général de la mairie en 1923. En parallèle, il s'adonne à la composition de musique et à la poésie. Durant la Seconde Guerre mondiale, pas du tout enclin à collaborer avec l'occupant allemand, il est incarcéré à Marcq-en-Barœul puis libéré avec interdiction de revenir à Boulogne-sur-Mer. Il rejoint la résistance intérieure française (RIF) et, pour ses actions de résistance est de nouveau incarcéré durant l'année 1942 à la prison de la Santé. Il est sous-lieutenant à la fin de la guerre. Nommé sous-préfet de l'arrondissement de Boulogne-sur-Mer de fin 1944 au 30 avril 1946, il œuvre au redressement de la ville, des environs et à la reconstruction du port. Il devient directeur de la chambres de commerce et d'industrie (CCI). Il est récompensé par plusieurs distinctions : officier d'académie, officier de l’instruction publique, croix de guerre 1914-1918, médaille interalliée, croix de guerre 1939-1945, médaille de la Résistance polonaise…[4].
- Jean Jarrett (1922-1996), auteur et interprète, né à Arras d’une mère boulonnaise et d’un père anglais, et mort à Boulogne-sur-Mer à l'âge de 74 ans. Pendant la Seconde Guerre mondiale, il joue des saynètes au Touquet-Paris-Plage où il croisera Marvas. Il se produit dans des opérettes au Moulin-Rouge, au cirque, au cinéma, comme meneur de revue dans la tournée Tichadel et comme vedette de spectacle à bord du paquebot France. En 1981, commence, avec Ch'Guss, l'aventure de la revue boulonnaise. La ville de Boulogne-sur-Mer lui rend hommage en donnant son nom à une rue[10],[11],[12],[13],[4],[14].
- Robert Jordens (1928-2015) dit Ch'Guss (pcd) ou Ch’Guss de Questrecques, auteur et interprète, né à Desvres et mort à Boulogne-sur-Mer, à l'âge de 86 ans. Issu d'une famille d'artistes du spectacle, comme son grand-père, d'origine belge, son père, et son oncle Roger Duchesne, il commence sa carrière par des imitations de Bourvil puis reconnaissable avec son béret, ses chaussettes rouges et son costume trop court qu'il ne quittera plus, il commence une carrière solo avec des sketches en patois disponibles sur disque 45 tours. Il intègre La Revue Boulonnaise en 1950 comme acteur puis comme auteur de 1981 jusqu'à sa dernière revue Artir' te d'là en 2003. Avec son ami Jean Jarrett pour la musique, il produit les chansons des revues. Il fait son dernier spectacle en solo le 15 mai 2010 dans le bassin minier. Il mènera, en parallèle, son métier de chef de la publicité à La Voix du Nord. Une statue le représentant, réalisée par les ateliers parisiens Lorenzi, doit être érigée sur la place Gustave-Charpentier, proche du théâtre Monsigny[15],[12],[16],[17],[18].
- Jean Ledoux[4].
- René Magnier[4].
- Roger Marcq et Édouard Jamolli[4].
- Raymond Michel[4].
- Louis Moreau[4].
- Paul Mutte dit Paulem (1895-1957), né à Boulogne-sur-Mer et mort à Saint-Martin-Boulogne, est employé à la SNCF, auteur de théâtre et librettiste. Au titre de son action pendant la Première Guerre mondiale, il est nommé chevalier dans l'ordre national de la Légion d'honneur en 1920[4],[19].
- Dominique Pourre, auteur[5].
- Charles Quettier (1848-1925), né et mort à Boulogne-sur-Mer, est journaliste à La Colonne puis à La France du Nord et en deviendra son rédacteur en chef, il est aussi conférencier, critique théâtral et auteur dramatique. C'est l'ami des frères boulonnais et acteurs Coquelin aîné et Coquelin cadet. En 1892, il est élu au conseil municipal de Boulogne-sur-Mer et le reste pendant vingt ans, sans interruption. Il est nommé chevalier dans l'ordre national de la Légion d'honneur en 1921[4],[20].
- L. Raux[4].
- René Splingard (1911-1993), né à Boulogne-sur-Mer et mort à Clamart. Il a cinq ans lorsque son père meurt pendant la Première Guerre mondiale, il est élevé par sa mère et sa grand-mère ouvreuse au théâtre Monsigny, ses premiers contacts avec le théâtre et les revues. Il monte des revues entre 1935 et 1939. Il est employé à la SNCF sur Boulogne-sur-Mer puis sur Paris, et après guerre, il est employé à la Société des auteurs, compositeurs et éditeurs de musique (SACEM), pendant cette période parisienne, il fait partie d'une troupe de théâtre amateur. Dans les années 1970, il revient à Boulogne-sur-Mer passer sa retraite et, dans les derniers moments de sa vie, part à Clamart rejoindre sa famille[4].
- Stick - Margal[4].
- Maurice Thierry[4].
- Marcel Vasseur dit Marvas (1911-1997), né à Étaples et mort à Saint-Martin-Boulogne, à l'âge de 85 ans, est un auteur et interprète. Il est le père de Philippe Vasseur, personnalité politique. Ses parents habitent le Touquet-Paris-Plage dès les années 1920, son père y est employé au casino[21], Marcel Vasseur y fréquente l'école communale et c'est dans cette ville qu'il commence sa carrière sur les planches, en pleine Seconde Guerre mondiale, avec des spectacles pour les prisonniers de guerre, il y croisera Jean Jarrett, puis rejoindra la revue boulonnaise. Il écrit a 25 revues et une reprise en 40 années et prend sa retraite en 1979. La ville de Boulogne-sur-Mer lui rend hommage en donnant son nom à l’escalier monumental de la résidence des Terrasses de la falaise[22],[12],[17].
- André Wahl[4].

## Interprètes
- André Bach[11].
- Pascal Chivet, metteur en scène[5].
- Jean-Pierre Coppin, 52 ans de revue, première revue en 1971 et dernière revue en 2023[23],[5],[7].
- Sylvie Danger auteure et interprète.
- Henri Fallik[11].
- Josette Giniaux. Entrée dans la troupe en 1983, elle interprète Françoise, la meilleure amie de Zabelle, jusqu’à son départ en 2015[24].
- Christine Gosselin[5].
- Francis Gravelines[11].
- Pierre Hars[2].
- Elvire Forestier (madame Sanders)[2].
- Jean Jarett, auteur et interprète.
- Évelyne Jordens, fille de Robert Jordens. Elle apparaît pour la première fois en 1981 puis intègre la troupe définitivement en 1991[5],[12].
- Robert Jordens dit Ch'Guss (pcd) ou Ch’Guss de Questrecques, auteur et interprète.
- Jocelyne Merlin. elle joue dans toutes les revues depuis 1981[5].
- Christian Meurdesoif[5].
- Jean Podevin[25].
- Pierre Podevin[25].
- Kenjy Poure, a rejoint la troupe en 2023[5].
- Julia Poprawa, fait ses débuts sur scène à l'âge de six ans avec la troupe des « Bons Z'Enfants d'Étaples »[5].
- Baptiste Pruvost, intègre la troupe en 2023[5].
- Charles Quettier[2].
- Alain Raynaud, Batisse en 2023[5].
- Jeannine Rigaux, né à Saint-Denis en 1927. Elle endosse à seize reprises le costume de Zabelle et joue de 1958 à 1980. Elle donne ses traits en 2003 à la géante Zabelle[2].
- Valérie Sailly, Zabelle en 2023[5].
- Elvire Sanders[2].
- Félix Valette[25].
- Marcel Vasseur dit Marvas, auteur et interprète.
- Jean-Claude Wyart qui, après avoir quitté la revue en 1979, y revient en 2013[5].

## Pour approfondir